# Hilton (Australia Meridionale)
Hilton è un sobborgo di Adelaide, in Australia Meridionale; esso si trova 4 chilometri ad ovest del centro cittadino ed è la sede della Città di West Torrens. Al censimento del 2006 contava 807 abitanti.